# 岡山県道209号勝間田停車場線
岡山県道209号勝間田停車場線（おかやまけんどう209ごう かつまだていしゃじょうせん）は、岡山県勝田郡勝央町を通る一般県道である。

## 概要
JR西日本姫新線 勝間田駅と国道179号を結ぶ。路線区域が駅前広場だけの岡山県最短県道。そのためか、接続する3つの道路の案内標識から県道番号が消されている。
さらに2007年（平成19年）、国道179号の歩道設置に伴い、交差点までのわずかな直線区間（約5 m）が消滅。完璧に駅前ロータリー広場のみとなった。また交差点に設置されている国道・県道番号案内標識も設置されていない。

### 路線データ
- 起点：岡山県勝田郡勝央町勝間田（JR西日本姫新線 勝間田駅前）
- 終点：岡山県勝田郡勝央町勝間田（勝間田交差点、国道179号交点、岡山県道67号勝央勝北線起点）
- 総延長：132 m[注釈 2]
- 実延長：0 m

## 地理

### 通過する自治体
- 勝田郡勝央町

### 交差する道路
| 交差する道路                                    | 交差する場所 | 交差する場所        |
| ----------------------------------------------- | ------------ | ------------------- |
| 国道179号 国道374号 重複 岡山県道67号勝央勝北線 | 勝間田       | 勝間田交差点 / 終点 |

### 沿線
- JR西日本姫新線 勝間田駅